# Job Koelewijn
Job Koelewijn (Spakenburg, 1962) is een Nederlandse kunstenaar.

## Levensloop
In 1984 raakte hij zwaargewond bij een verkeersongeval en besloot na zijn herstel kunstenaar te worden. De daaropvolgende jaren zijn een zoektocht naar meer levensverdieping. Job Koelewijn studeerde van 1987 tot 1992 aan de Rietveld Academie te Amsterdam en daarna gedurende een jaar aan het Sandberg Instituut. Hij kreeg bekendheid met zijn afstudeerproject, waarbij hij zijn familie (gekleed in Spakenburger klederdracht) het tentoonstellingspaviljoen van Gerrit Rietveld liet poetsen.
In 1996 werkte hij in New York bij het P.S.1 Contemporary Art Center, een centrum voor hedendaagse kunst, dat verbonden is aan het Museum of Modern Art.

## Werk
Zijn werk bestaat uit installaties, foto's, objecten en multiples. In veel van zijn werken doet Koelewijn een beroep op meerdere zintuigen. Zo maakt hij bijvoorbeeld gebruik van babypoeder, inhalatiezalf, ijs of bouillonblokjes om zich uit te drukken. Zo maakte hij een grafsteen van babypoeder met de inscriptie 'Vitality' met de titel 'Marsman... vaarwel' en een ruimte die hij volledig bekleedde met in poëzie verpakte bouillonblokjes.

## Werk in openbare collecties (selectie)

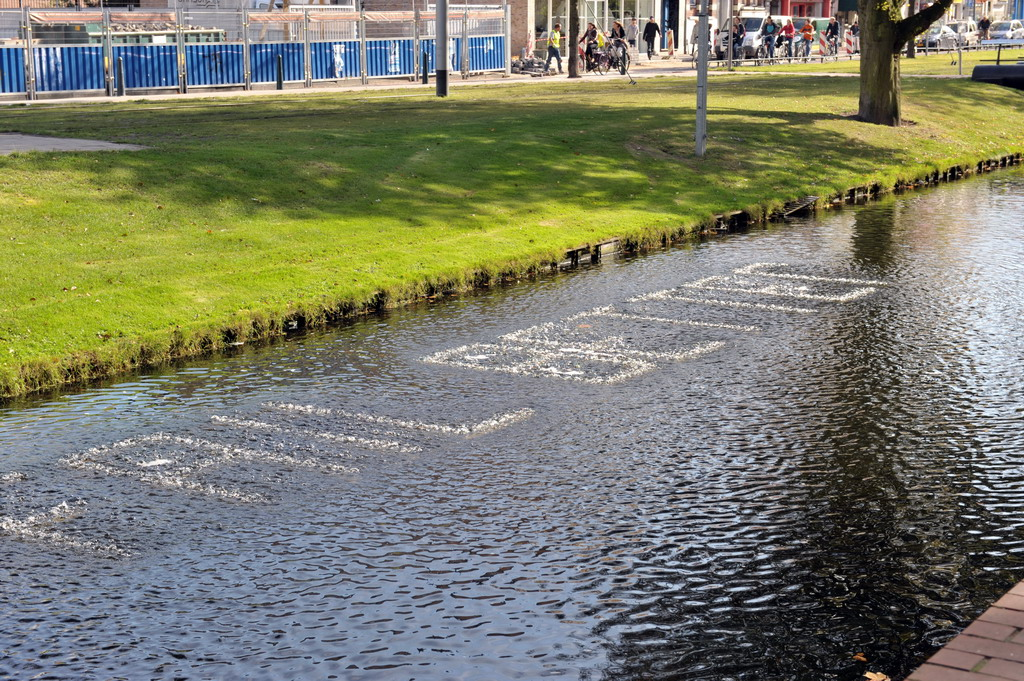
Formule B No Matter. Try Again. Fail Again. Fail Better (2001), Westersingel, Rotterdam

- Museum De Pont, Tilburg[2]
- Formule B, Rotterdam
- Stedelijk Museum Amsterdam[3]
- MHKA, Antwerpen[4]
- Van Abbemuseum, Eindhoven[5]
- Vleeshal, Middelburg[6]

## Tentoonstellingen
In 1996 had Koelewijn een expositie genaamd Twee openingen in de Galerie Fons Welters in Amsterdam. Voor het kunstwerk The world is my oyster hakte hij in een muur van de galerie een gat ter grootte van een voetbaldoel, waarbij de toeschouwer de tuin van de buren van de galerie kon bekijken.
In 1999 werd Koelewijn's werk getoond als onderdeel van de 48e Venetië Biennale, georganiseerd door Harald Szeeman. In 2001 was Koelewijns werk onderdeel van de officiële Nederlandse inzending samengesteld door Jaap Guldemond. Koelewijn's werk werd getoond op een speciale locatie in Venetië, buiten de Giardini, in het Ca' Zenobio.
In juni 2000 opende bij de Londense Chisenhale Gallery de solotentoonstelling Jump, waarvoor Koelewijn de vloer en het plafond van de ruimte had aangepast met gaten en trampolines.
In het voorjaar 2008 was er een overzicht van Koelewijns werk te zien in Museum De Pont, Tilburg met als titel Loco Motion. De daar getoonde installaties zijn gelinkt aan tijd zonder genade en boeken, dragers van kennis als energie. De tentoonstelling vangt reeds aan op het plein voor het museum waarbij de kunstenaar ons confronteert met een mobiele filmzaal echter zonder het bekende witte doek. Onder muziek van Ennio Morricone kijk je gewoon naar een plein en de erlangs lopende straat.

## Prijzen
- 1996: Charlotte Köhler Prijs voor beeldende kunst (een bedrag van 5.000 euro)
- 1999: Sandbergprijs van het Amsterdamse Kunstenfonds
- 2002: de Nebest Kunstprijs (een bedrag van 25.000 euro)
- 2006: Dr. A.H. Heinekenprijs voor de Kunst (een bedrag van 50.000 euro) voor zijn 'rijkgeschakeerde, poëtische oeuvre'[12]